# Carl Moll
Carl Julius Rudolf Moll (23 de abril de 1861-13 de abril de 1945) fue un pintor art nouveau activo en Viena a principios del siglo XX. Fue uno de los artistas de la Secesión de Viena que se inspiró en las técnicas puntillistas de los impresionistas franceses. Se suicidó en abril de 1945 antes de que el Ejército Rojo tomara la capital vienesa, casi al final de la Segunda Guerra Mundial en Europa.

## Vida y carrera

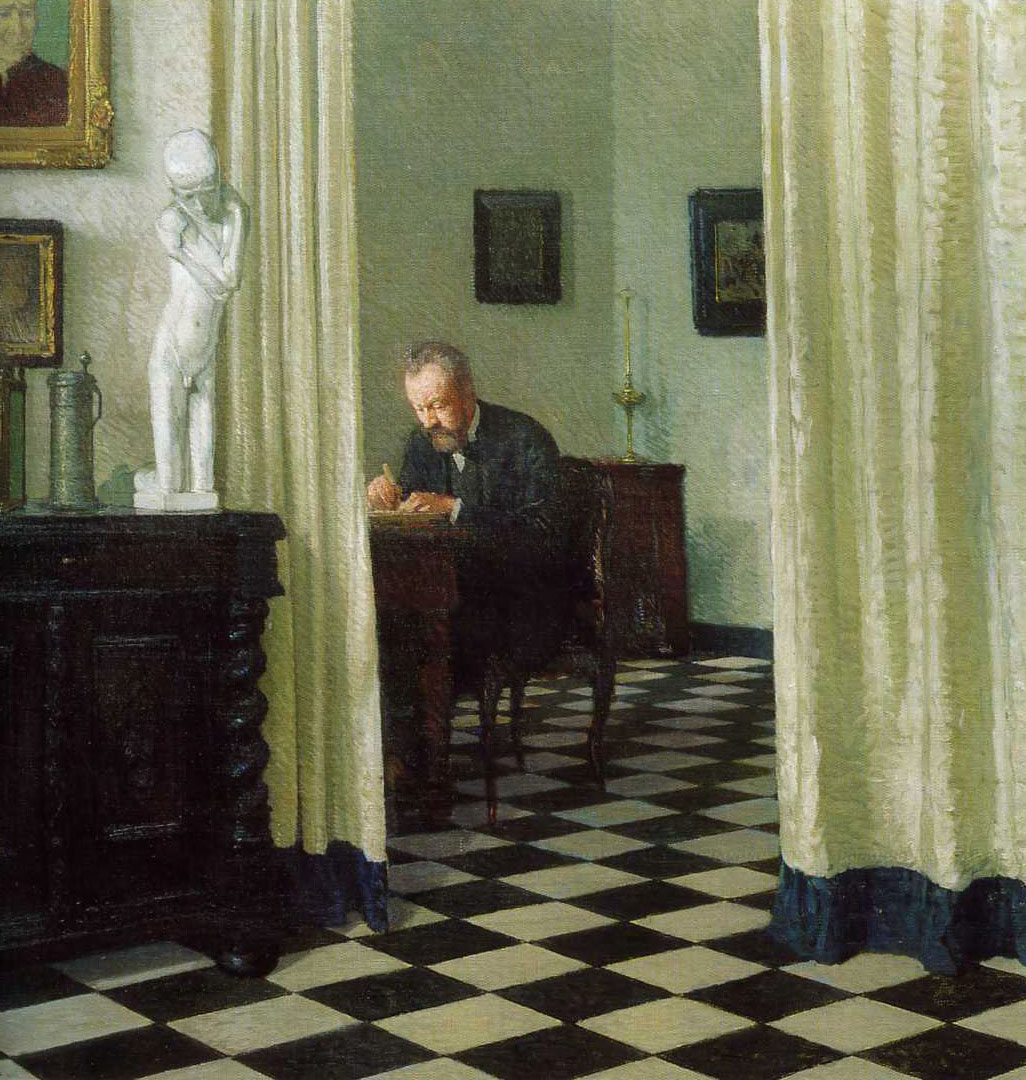
Autorretrato en su estudio, 1906, (óleo sobre lienzo, 100 cm × 100 cm), Gemäldegalerie der Akademie der bildenden Künste Wien, Viena.

Moll nació en Viena, Austria. Estudió arte en la Academia de Bellas Artes de Viena. Fue alumno de Christian Griepenkerl y de Emil Jakob Schindler (el padre de Alma Mahler-Werfel nacida Schindler). Después de la muerte de su maestro (1892), Moll se casó con la viuda de Schindler, Anna (nacida von Bergen). 
Moll fue miembro fundador de la Secesión de Viena en 1897 y, en 1903, alentó el uso de la Galería Belvedere para exhibir exposiciones de arte austriaco moderno. En 1905, junto con Gustav Klimt, abandonó la Secesión, aunque Moll continuó participando en la exhibición de arte en Viena, incluida la primera exposición en Viena de la obra de Vincent van Gogh (la segunda pintura sobre el aparador en su autorretrato de 1906 retrato es el Retrato de la madre del artista de Van Gogh). Sus pinturas se caracterizan por el uso de técnicas puntillistas dentro de una estricta organización de la superficie de la pintura.
Era simpatizante del nacionalsocialismo. Se suicidó antes de la entrada del Ejército Rojo a Viena, en abril de 1945.

## Obras
- 1900: Dämmerung (Conservado en el Palacio Belvedere.)
- 1905: Landscape of the Prater
- Salome
- Winter auf der Hohen Warten, Estampe-Affiche
- Semmering
- Schloss Plankenberg
- Park
- Kastanien in sommerlicher Parklandschaft mit Person
- Stilleben
- Atelieransicht
- Belvedere
- Stilleben mit Geflügel, Messingschüssel und Kupferkessel
- Beethoven Häuser
- Therese - Krones Haus
- Strasse auf den Kreuzberg am Semmering
- Selbstporträt
- Durchblick in Venedig

## Registros de subastas
El 21 de junio de 2013, la casa de subastas online Auctionata en Berlín vendió Villa en Viena por 240.000 euros. Anteriormente, una pintura más pequeña, una naturaleza muerta titulada Speisezimmer I, de la colección Rau, alcanzó los 286.700 euros en Lempertz, un precio de récord mundial para el artista.
En 2018, la Galería Nacional de Canadá adquirió la obra de 1901 En la mesa del almuerzo, que se creía perdido en la década de 1930.